# Il cuore del Casanova
Il cuore del Casanova (Das Herz des Casanova) è un film muto del 1919 diretto da Erik Lund.

## Produzione
Il film fu prodotto da Erik Lund per la Ring-Film GmbH (Berlin).

## Distribuzione
Uscì nelle sale cinematografiche tedesche con il visto rilasciato nel maggio 1919.